# Frans Thijssen
Franciscus "Frans" Johannes Thijssen (ur. 23 stycznia 1952 w Malden) – piłkarz holenderski grający na pozycji pomocnika. Nosił przydomek "Stille Frans".

## Kariera klubowa
Thijssen urodził się w małym mieście w prowincji Geldria. Jego pierwszym klubem w karierze był NEC Nijmegen, w barwach którego zadebiutował w sezonie 1970/1971 w Eredivisie. W NEC bez sukcesów grał przez 3 lata i przez ten czas zdobył łącznie 5 goli w lidze. Latem 1973 Thijssen przeniósł się do FC Twente. Tam był ustawiany bardziej ofensywnie niż w NEC, przez co zdobywał więcej bramek. W sezonie 1973/1974 zdobył ich 11, a w innych także więcej niż 5 na sezon. W Twente Thijssen przebywał przez 5,5 roku i przez ten czas został wicemistrzem Holandii (1974) i zdobył Puchar Holandii w 1977. Mniejszy sukces osiągnął z Twente w Pucharze UEFA, gdy w 1975 wystąpił z tym zespołem w finale, jednak klub z Enschede okazał się gorszy w dwumeczu od niemieckiej Borussii Mönchengladbach.
Zimą 1979 Thijssen wyjechał do Anglii i tam został zawodnikiem Ipswich Town. Największe sukcesy z tym klubem osiągnął już w następnym sezonie, 1980/1981, gdy wywalczył wicemistrzostwo Anglii, a także to co nie udało mu się z Twente, czyli Puchar UEFA (wystąpił w obu meczach z AZ Alkmaar, jednym wygranym 3:0 i drugim przegranym 2:4). W 1982 znów został z Ipswich wicemistrzem Anglii, ale potem większych sukcesów już nie osiągał. W 1983 Thijssen trafił do kanadyjskiego Vancouver Whitecaps, gdzie grał 2 lata z półroczną przerwą na wypożyczenie do angielskiego Nottingham Forest F.C.
W 1984 Thijssen wrócił do ojczyzny. Przez 3 lata grał w ligowym średniaku, jakim była Fortuna Sittard, ale nie osiągnął z nią niczego szczególnego. W sezonie 1987/1988 Frans grał w FC Groningen, a następnie na 3 sezony trafił do Vitesse Arnhem i w 1991 zakończył piłkarską karierę w wieku 39 lat.
| Sezon   | Klub                   | Kraj     | Rozgrywki   | Mecze | Bramki |
| ------- | ---------------------- | -------- | ----------- | ----- | ------ |
| 1970/71 | NEC Nijmegen           | Holandia | Eredivisie  | 9     | 1      |
| 1971/72 | NEC Nijmegen           | Holandia | Eredivisie  | 34    | 4      |
| 1972/73 | NEC Nijmegen           | Holandia | Eredivisie  | 34    | 4      |
| 1973/74 | FC Twente              | Holandia | Eredivisie  | 34    | 11     |
| 1974/75 | FC Twente              | Holandia | Eredivisie  | 28    | 6      |
| 1975/76 | FC Twente              | Holandia | Eredivisie  | 28    | 9      |
| 1976/77 | FC Twente              | Holandia | Eredivisie  | 30    | 10     |
| 1977/78 | FC Twente              | Holandia | Eredivisie  | 29    | 7      |
| 1978/79 | AZ Alkmaar             | Holandia | Eredivisie  | 15    | 4      |
| 1978/79 | Ipswich Town           | Anglia   | Premiership | 16    | 1      |
| 1979/80 | Ipswich Town           | Anglia   | Premiership | 37    | 2      |
| 1980/81 | Ipswich Town           | Anglia   | Premiership | 31    | 3      |
| 1981/82 | Ipswich Town           | Anglia   | Premiership | 12    | 1      |
| 1982/83 | Ipswich Town           | Anglia   | Premiership | 29    | 3      |
| 1983    | Vancouver Whitecaps    | Kanada   | NASL        | 21    | 2      |
| 1983/84 | Nottingham Forest F.C. | Anglia   | Premiership | 17    | 3      |
| 1984    | Vancouver Whitecaps    | Kanada   | NASL        | 24    | 7      |
| 1984/85 | Fortuna Sittard        | Holandia | Eredivisie  | 26    | 5      |
| 1985/86 | Fortuna Sittard        | Holandia | Eredivisie  | 27    | 3      |
| 1986/87 | Fortuna Sittard        | Holandia | Eredivisie  | 26    | 3      |
| 1987/88 | FC Groningen           | Holandia | Eredivisie  | 25    | 0      |
| 1988/89 | Vitesse Arnhem         | Holandia | Eredivisie  | 30    | 1      |
| 1989/90 | Vitesse Arnhem         | Holandia | Eredivisie  | 32    | 0      |
| 1990/91 | Vitesse Arnhem         | Holandia | Eredivisie  | 25    | 0      |

## Kariera reprezentacyjna
W reprezentacji Holandii Thijssen zadebiutował 30 kwietnia 1975 roku w przegranym 0:1 meczu z Belgią. Polscy kibice pamiętają go z meczu, który odbył się 15 października tamtego roku, gdy Holandia pokonała 3:0 Polskę w eliminacjach do Mistrzostw Europy 1976, a on sam zdobył jedną z bramek. W swojej karierze wystąpił na rozgrywanych we Włoszech Euro 1980. Swoją karierę reprezentacyjną zakończył w październiku 1981 wygranym 3:0 meczem z Belgią, rozegranym w ramach eliminacji do Mistrzostw Świata w Hiszpanii. W kadrze "Oranje" Thijssen wystąpił w 14 meczach i zdobył 3 gole.

## Kariera trenerska
Po zakończeniu kariery piłkarskiej Thijssen został trenerem piłkarskim. Trenował najpierw Vitesse Arnhem w Eredivisie, a następnie wyjechał do Szwecji, gdzie szkolił piłkarzy Malmö FF. Niedługo potem wrócił do Holandii i przez pewien czas był trenerem ligowych średniaków De Graafschap, a następnie Fortuny Sittard.

## Sukcesy
- Wicemistrzostwo Holandii: 1974 z Twente
- Wicemistrzostwo Anglii: 1981, 1982 z Ipswich
- Puchar Holandii: 1977 z Twente
- Puchar UEFA: 1981 z Ipswich
- Finał Pucharu UEFA: 1975 z Twente